# Acacia willdenowiana
Acacia willdenowiana é uma espécie de leguminosa do gênero Acacia, pertencente à família Fabaceae.